# Komelinidi
U biljnoj taksonomiji, komelinidi (prvobitno komelinoidi) su klada cvetnih biljaka unutar monokotiledonskih biljaka, koje se odlikuju ćelijskim zidovima koji sadrže ferulinsku kiselinu.
Komelinidi su jedina klada koju je sistem APG IV neformalno imenovao u monokotama. Preostali monokoti su parafiletska jedinica. Takođe poznati kao komelinidni monokoti, oni čine jedno od tri grupisanja u monokotima i krajnje grananje, a druge dve grupe su alismatidni monokoti i lilioidni monokoti.

## Literatura
- APG IV (2016). „An update of the Angiosperm Phylogeny Group classification for the orders and families of flowering plants: APG IV”. Botanical Journal of the Linnean Society. 181 (1): 1—20. doi:10.1111/boj.12385 .
- Barrett, Craig F.; Baker, William J.; Comer, Jason R.; Conran, John G.; Lahmeyer, Sean C.; Leebens-Mack, James H.; Li, Jeff; Lim, Gwynne S.; Mayfield-Jones, Dustin R.; Perez, Leticia; Medina, Jesus; Pires, J. Chris; Santos, Cristian; Wm. Stevenson, Dennis; Zomlefer, Wendy B.; Davis, Jerrold I. (јануар 2016). „Plastid genomes reveal support for deep phylogenetic relationships and extensive rate variation among palms and other commelinid monocots”. New Phytologist. 209 (2): 855—870. PMID 26350789. doi:10.1111/nph.13617 .
- Dahlgren, R. M. T.; Clifford, H. T.; Yeo, P. F. (1985). The Families of the Monocotyledons: Structure, Evolution, and Taxonomy. Berlin: Springer-Verlag. ISBN 978-3-540-13655-2.
- Harris, P.J.; Hartley, R.D. (1976). „Detection of bound ferulic acid in cell walls of the Gramineae by ultraviolet fluorescence microscopy”. Nature. 259 (5543): 508—510. Bibcode:1976Natur.259..508H. S2CID 4272319. doi:10.1038/259508a0.